# 斉藤レイ (プロレスラー)
斉藤 レイ（さいとう れい、1986年12月19日 - ）は、日本の男性プロレスラー、元大相撲力士養成員。最高位は西三段目16枚目。宮城県角田市出身。全日本プロレス所属。血液型O型。SAITO BROTHERSの弟。全日本プロレス所属の斉藤ジュンは双子の兄。

## 経歴
宮城県角田市出身。
高校・大学時代をアメリカ合衆国で過ごし、大相撲・出羽海部屋に入門する。四股名は藤の花礼。2009年（平成21年）九月場所で初土俵を踏み、8年間活動ののち2017年9月25日をもって引退した。兄より番付は下だったものの、4か月長く現役を続けた。

### プロレス転向
2020年12月、全日本プロレス公開入門テストに合格し、プロレスに転向。青柳優馬やTAJIRIの指導の下、練習生生活を経て当初は5月16日大田区総合体育館大会でデビューする予定だった。だが、新型コロナウイルス感染症の影響で東京都に緊急事態宣言が発令され、大会自体が延期となった。約1か月後の6月9日後楽園ホール大会にてデビューを果たす。
6月26日、大田区総合体育館大会では兄のジュンとシングルマッチで初対戦。わずか4分で逆エビ固めでレイの敗戦となった。
11月13日の後楽園ホールの試合前、ジュンとともに海外遠征&無期限の海外武者修行が発表された。2022年1月28日のMLWダラス大会に出場し、その後無期限の海外武者修行に臨む。
9月18日、日本武道館大会にてジュンとともに凱旋。石川修司から勝利する。翌19日、後楽園ホール大会にて芦野祥太郎＆本田竜輝の持つ世界タッグ王座にジュンと組んで挑戦し敗北。
10月2日、ジュンとともにVOODOO-MURDERSに電撃加入、ヒールに転向する。
2023年6月7日、GLEAT後楽園ホール大会にて、ジュンとのタッグで田村ハヤト&チェック島谷を下し、G-INFINITY王座を奪取。初のタイトルを獲得。同年10月9日、角田市での凱旋試合にて宮原健斗&青柳優馬組を下し、世界タッグ王座を初戴冠。同年はタイトル戦では負け知らずの快進撃を続け、プロレス大賞新人賞をジュンとの斉藤ブラザーズとして受賞。12月31日、真・新人王決定戦として兄弟対決に臨んだが、再度ジュンに敗れた。
2024年2月11日、自身の負傷により世界タッグ王座とG-INFINITY王座の返上を余儀なくされるが、早期に復帰すると3月30日には諏訪魔&鈴木秀樹組を下し世界タッグ王座を再度戴冠、あわせてVOODOO-MURDERSの全日本プロレス撤退に伴いユニットを脱退した。チャンピオン・カーニバルでは、兄ジュンと同じBブロックにエントリーされ、公式戦でジュンに初めて勝利した。世界最強タッグ決定リーグ戦には、世界タッグ王者としてジュンとのタッグで出場、開幕前に王者での全勝優勝を目標に掲げ、禁酒とともにそれまで蓄えていたひげを全て剃り落とした。その結果、宣言通り史上初めて王者での全勝優勝を達成した。ジュンとのタッグでは年内無敗で2024年を終えた（「全勝」ではないのは、2月9日に行なわれた「プロレス中継 70年史 THE 日テレプロレス」後楽園ホール大会でのサクソン・ハックスリー&ティモシー・サッチャー戦で両チームリングアウトでの引き分けがあるため。なお、すぐに再試合を行ない、これに勝利している）。プロレス大賞では、ジュンとの斉藤ブラザーズとして前代未聞の満票で最優秀タッグチーム賞を受賞した。なお、最優秀選手賞の選考にもジュンとの斉藤ブラザーズとして異例のタッグチームでのノミネート、受賞したザック・セイバーJr.に次ぐ5票を獲得している。
2025年2月9日、青柳優馬&青柳亮生組を下し、世界タッグ王座8度目の防衛に成功。同王座の連続防衛回数の最多記録を更新し、通算防衛回数の最多記録（12回）も諏訪魔&石川修司組に並んだ。3月9日、宮原健斗&青柳優馬組に敗れ、世界タッグ王座から陥落した。ジュンとのタッグで敗北したのは、2023年12月6日に後楽園ホールで行なわれた安齊勇馬&本田竜輝戦以来1年3か月ぶり。チャンピオン・カーニバルでは、兄ジュンとは異なるBブロックにエントリー。開幕からいきなり3連敗を喫しブロック突破へ窮地に立たされたが、そこから5連勝してブロック2位で優勝者決定トーナメントに進出した。準決勝の鈴木秀樹戦では試合開始前に奇襲を掛けられたものの張り手の連打で返り討ちにしてわずか1分49秒でKO勝利。ブロック2位同士となる決勝戦の宮原健斗戦ではBBQボムからの体固めで勝利し、チャンピオン・カーニバル初優勝を果たした。

## タイトル歴
全日本プロレス
- 世界タッグ王座
  - 第97・99代（パートナーは斉藤ジュン）
- チャンピオン・カーニバル
  - 2025年優勝
- 世界最強タッグ決定リーグ戦
  - 2024年優勝（パートナーは斉藤ジュン）

GLEAT
- G-INFINITY王座
  - 第3代（パートナーは斉藤ジュン）

ICW
- ICWディッピンドーナツ24/7王座
  - 第31代（パートナーは斉藤ジュン）

プロレス大賞
- 新人賞（2023年、斉藤ブラザーズとして）
- 最優秀タッグチーム賞（2024年、斉藤ブラザーズとして）

## エピソード
- 日本人とアメリカ人のハーフ。目標とするレスラーは諏訪魔、石川修司である[25]。デビュー当初のコスチュームはシングレットタイプ[25]。
- 角界、プロレス界ともにレイがジュンを誘って入門した[26][27]。
- 力士養成員時代は体重が160kg近くあったが、プロレス入りのため約100kgまで減量[28]。しかしその後、海外遠征中に大幅にウェートアップし、兄とは異なるあんこ型ファイターとなった。
- 兄のジュンはケーキや和菓子などの甘いスイーツが大好きだが、レイは嫌いという訳ではないが兄ほどはスイーツが好きではなく、出演しているOH!バンデスの「TAXIめし Returns」の中でも、番組の流れを無視して、料理ではなくスイーツを食べに行きたいと言い出すジュンに対して困惑する事がある。
- ビールが好物で、好きな日本の銘柄はサッポロビール[29]。コスチュームの背中の星マークは、サッポロビールの一番星が由来とのこと。
- 甲殻類（エビ、カニ等）とウリ科（スイカ、メロン等）のアレルギー持ち[30]であり、ジュンと異なり食べられない料理がある。
- 大相撲出身のため、ジュン共々ちゃんこ鍋作りの腕は抜群で、二人が全日本プロレスの寮に入寮していた当時、ちゃんこ鍋の味が格段に変わり美味しくなったと言われている。
- 2023年9月10日、ジュンとともに角田市PR大使を委嘱される[31]。2025年4月17日に任期が満了したが、再度委嘱され2期目に就任した[32]。

## 得意技

### フィニッシュ・ホールド
BBQボム
相手の両脚を正面から抱えて放つラストライド。
ダイビングボディプレス
チョークスラム
アイスバイン
アッパー式の掌打。

### 打撃技
エルボー
バック・エルボー
水平チョップ
チョップ・スマッシュ
張り手
クローズライン
ショルダー・タックル
スピアー
ビッグ・ブーツ

### 投げ技
ブレーンバスター
雪崩式ブレーンバスター
バックドロップ
パワースラム
ドリル・ア・ホール・パイルドライバー

### 飛び技
ボディ・スプラッシュ

### 合体技
DOOM
ダブル・インパクト。レイが相手を肩車し、ジュンがコーナー最上段からラリアットを放つ。
斉藤いぎなりスマッシュ
ジュンと二人掛かりで繰り出すダブルチョークスラム。ラジオ番組「らじらー!サタデー」出演時、MCの八乙女光（同郷宮城県出身、Hey!Say!JUMP）が命名。

## 大相撲の主な成績
- 通算成績：164勝150敗15休 勝率.525

| | 一月場所 初場所（東京） | 三月場所 春場所（大阪） | 五月場所 夏場所（東京）   | 七月場所 名古屋場所（愛知） | 九月場所 秋場所（東京）   | 十一月場所 九州場所（福岡） |
| --- | ----------------------- | ----------------------- | ------------------------- | --------------------------- | ------------------------- | --------------------------- |
| 2009年 （平成21年） | x                       | x                       | x                         | x                           | （前相撲）                | 西序ノ口26枚目 5–2          |
| 2010年 （平成22年） | 東序二段81枚目 6–1      | 西序二段7枚目 2–5       | 東序二段40枚目 4–3        | 西序二段19枚目 3–4          | 西序二段44枚目 5–2        | 西序二段3枚目 4–3           |
| 2011年 （平成23年） | 西三段目84枚目 3–4      | 八百長問題 により中止   | 東三段目98枚目 3–4        | 東序二段筆頭 5–2            | 東三段目68枚目 5–2        | 東三段目39枚目 3–4          |
| 2012年 （平成24年） | 西三段目55枚目 3–4      | 西三段目76枚目 5–2      | 東三段目47枚目 5–2        | 西三段目16枚目 1–6          | 西三段目53枚目 3–4        | 西三段目69枚目 5–2          |
| 2013年 （平成25年） | 西三段目37枚目 3–4      | 東三段目52枚目 5–2      | 西三段目24枚目 休場 0–0–7 | 西三段目84枚目 4–2–1        | 西三段目66枚目 休場 0–0–7 | 東序二段27枚目 5–2          |
| 2014年 （平成26年） | 西三段目91枚目 3–4      | 東序二段3枚目 4–3       | 東三段目87枚目 4–3        | 西三段目67枚目 5–2          | 東三段目37枚目 2–5        | 西三段目66枚目 3–4          |
| 2015年 （平成27年） | 東三段目80枚目 4–3      | 東三段目61枚目 4–3      | 西三段目43枚目 4–3        | 東三段目29枚目 3–4          | 東三段目47枚目 4–3        | 東三段目31枚目 2–5          |
| 2016年 （平成28年） | 西三段目57枚目 3–4      | 東三段目75枚目 5–2      | 東三段目43枚目 2–5        | 東三段目74枚目 5–2          | 東三段目43枚目 4–3        | 西三段目27枚目 2–5          |
| 2017年 （平成29年） | 西三段目51枚目 4–3      | 東三段目36枚目 2–5      | 東三段目67枚目 4–3        | 東三段目47枚目 1–6          | 西三段目88枚目 引退 3–4–0 | x                           |
| 各欄の数字は、「勝ち-負け-休場」を示す。 優勝 引退 休場 十両 幕下 三賞：敢=敢闘賞、殊=殊勲賞、技=技能賞 その他：★=金星 番付階級：幕内 - 十両 - 幕下 - 三段目 - 序二段 - 序ノ口 幕内序列：横綱 - 大関 - 関脇 - 小結 - 前頭（「#数字」は各位内の序列） |                         |                         |                           |                             |                           |                             |

## 入場曲
- 「Dream Warriors」Dokken - 海外武者修行から帰国後〜現在使用中
- 「MAJESTIC VOW」鈴木修

## 決め台詞
- 「DOOM！（ドゥーム！）」

モバイルサイトの日記のタイトル「DOOM FROM HELL」が由来。ヒールターンに際し「斉藤兄弟のちゃんこよりピザが好き」からタイトルを変更した。日記の最後に「DOOM」と書くようにしたら、周りの選手から「DOOM」と言われるようになったことで、これは使えるかもしれないと考え、決め台詞として使うようになった。
- 「フアーオ！」

コメントの締めで使われる雄たけび。

## メディア出演
特記がない限り兄ジュンとともに斉藤ブラザーズとしての出演。

### テレビ
- OH!バンデス「TAXIめし Returns」（ミヤギテレビ、2023年7月5日 - ）[38]
  - 毎週水曜日レギュラー
- 開運!なんでも鑑定団（テレビ東京、2023年9月19日）
- オードリーさん、ぜひ会ってほしい人がいるんです。（日本テレビ、2024年8月8日、8月15日）
- かまいガチ（テレビ朝日系全国ネット、2024年9月25日）※レイのみ、安齊勇馬、本田竜輝、綾部蓮と共に出演。
- ヒルナンデス（日本テレビ、2024年10月18日）
- 行列のできる相談所（日本テレビ、2024年10月20日）
- シューイチ（日本テレビ、2024年11月3日）
- TAXIめし THE GOLDEN 社長めし（ミヤギテレビ、2024年11月22日）
- オードリーさん、ぜひ会ってほしい人がいるんです。 年末スペシャル「オードリーさん、俺たちは噛ませ犬じゃないんです！」（日本テレビ、2024年12月25日）
- 斉藤ブラザーズのDOOMなクッキング（GAORA、2024年12月28日）
- 秘密のケンミンSHOW極（読売テレビ、2025年5月15日）

### ラジオ
- らじらー!サタデー（NHKラジオ第1、2023年8月5日）

### 音楽CD
- 1stシングル 「どっち?/アラスカの空」（2025年2月26日発売　オリコン最高順位30位）